# 迪諾斯環保
迪諾斯環保科技控股有限公司，簡稱迪諾斯環保科技控股、迪諾斯環保科技，以及迪諾斯環保（英語：Denox Environmental & Technology Holdings Limited，港交所：1452），在2010年，由執行董事及主席趙姝等人，於北京（總部）成立「固安迪諾斯環保設備製造有限公司」。
股份則在2015年11月12日於港交所主板上市，全球集資額為2.14億港元，發售股份為1.25億股，招股價中位數為2.14港元。
業務全球經營生產和銷售生产板式脱硝催化剂。

## 外部連結
- china-denox.com （页面存档备份，存于）